# Cleora stigmaticata
Cleora stigmaticata är en fjärilsart som beskrevs av Walker 1862. Cleora stigmaticata ingår i släktet Cleora och familjen mätare. Inga underarter finns listade i Catalogue of Life.